# Мечеть Аль-Магді
Мечеть аль-Магді (араб. مسحد ةبة الهد; англ. Qubbat al-Mahdi або Al-Mahdi Mosque) або мечеть аль-Магді Аббаса (від імені імама, що наказав побудувати мечеть) — це діюча мечеть XVII  століття розташована у західній частині столиці Ємену — Сана, в районі аль-Кадіми. Мечеть стоїть за межами Старого Міста — на «березі Сейли», дороги, що пролягає вздовж межі Старого міста, а в період дощів наповнюється водою і становиться невеликою тимчасовою річкою (ваді). Біля цієї мечеті знаходиться магазин з найкращим чаєм в столиці Санаа.

## Історія
Мечеть аль-Магді побудована у 1750—1751 роках за наказом імама аль-Магді Аббас, який правив з 1748 року по 1775 рік. Стилістично вона повторює мечеті аль-Бакірія та Талха. Але на відміну від них, аль-Магді побудована за указом єменця і у часи, коли перша османська окупація вже давно закінчилася (1635), а друга (1872) ще не почалася.

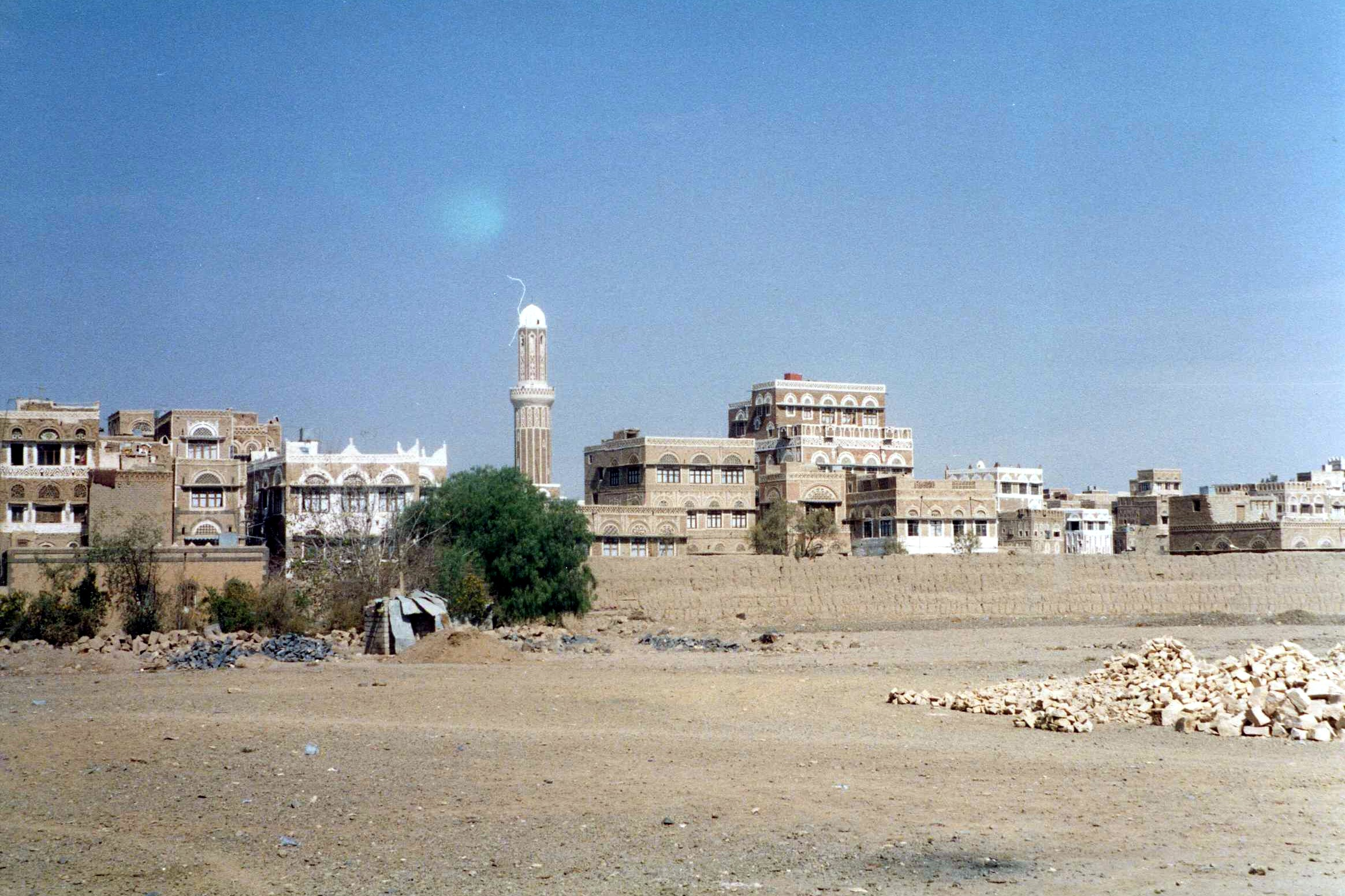
Мінарет мечеті Аль-Магді. 2009 рік.

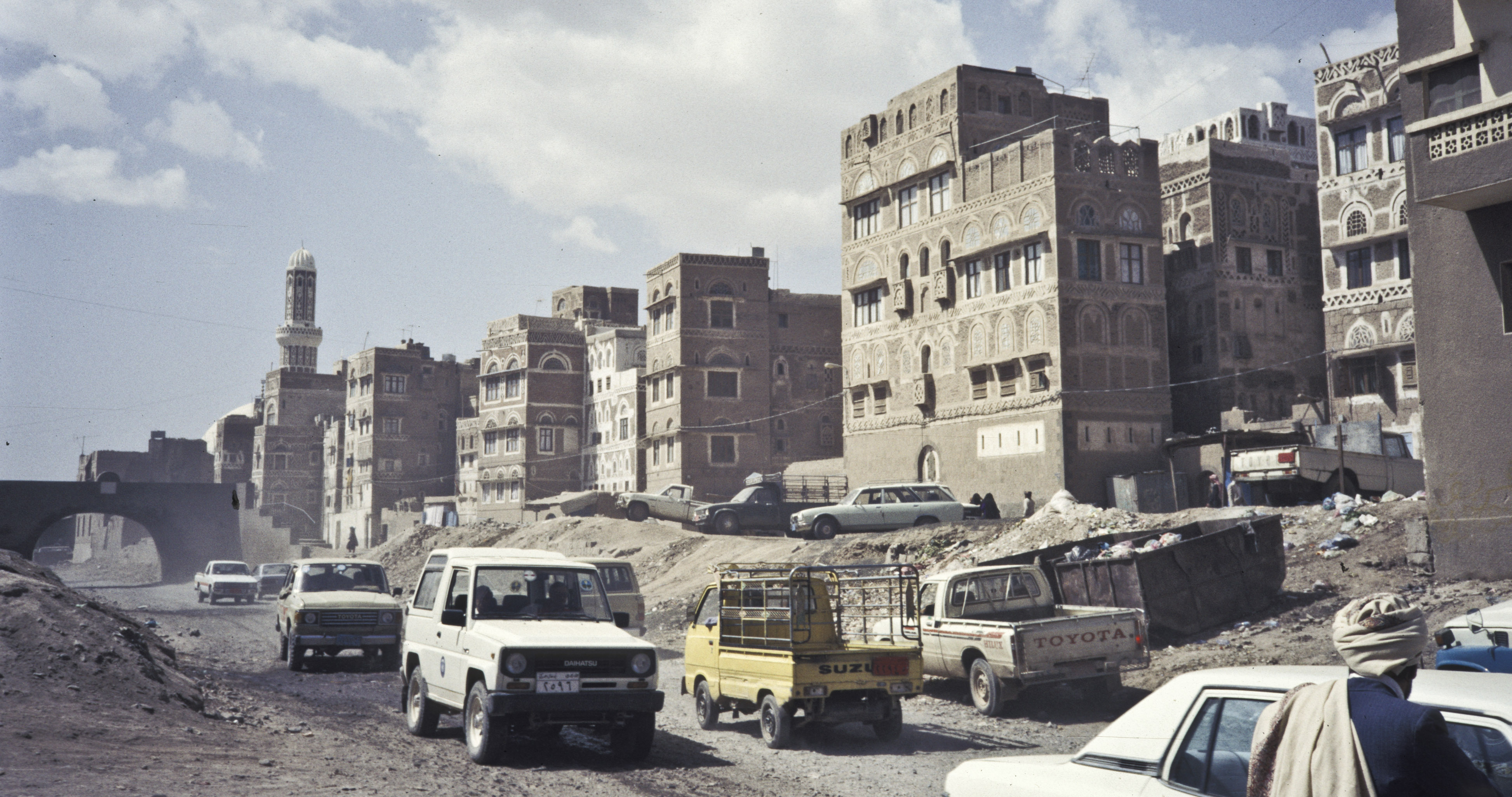
Вулиця Ваді-Сейла чи просто Сейла. Мечеть аль-Магді позаду домів і за мостом через Сейлу. Санаа, 1988 рік.

## Етимологія
Магді — ім'я останнього з 12-ти Імамів. Першим імамом був Алі, зять Мухаммеда. Згідно традиційним джерелам Ісламу, Магді прийде під час Останнього Суду (Кіями), щоб врятувати світ. Скромна присутність Магді в концепції Ісламу повністю домінує в питанні про імамів під час періоду їх зникнення аж до повернення очікуваного Спасителя під час Кіями.
У момент Його народження світло прониже вершину голови немовляти і досягне глибин неба ... Ця дитина - Магді, той, хто наповнить землю рівністю і законністю, як вона зараз заповнена утиском і беззаконням.
Знаменням повернення Магді ("Ведучого") буде глобальне панування зла на землі, перемоги сил Зла над силами Добра, це зажадає Приходу останнього і остаточного Спасителя. Якщо ж цього не станеться, то результатом буде повністю поглинене темрявою людство.

## Дивись також фотографії мечеті аль-Магді
- http://img.travel.ru/images2/2007/02/object106604/190207-21.jpg [Архівовано 7 березня 2016 у Wayback Machine.]
- https://web.archive.org/web/20131002132903/http://forum.ngs.ru/preview/forum/upload_files/34b8a5e9772cd73daba26c68a209127f_1879328298_131565249393_800px.jpg

 Вікісховище має мультимедійні дані за темою: Мечеть Аль-Магді